# Les Nuits de New York (film, 1920)
Pour le film de Lewis Milestone sorti en 1929, voir Les Nuits de New York.
Pour le film de 1934, voir Les Nuits de New York (film, 1934).
Pour plus de détails, voir Fiche technique et Distribution.
Les Nuits de New York (While New York Sleeps) est un film américain réalisé par Charles J. Brabin, sorti en 1920.

## Synopsis
Épisode 1 Out of the Night
Une femme mariée est confrontée à la réapparition de son précédent mari qu'elle croyait mort. Alors qu'il était en train de demander de l'argent en échange de son silence, il est tué par un cambrioleur. Elle prend l'arme et déclare à son mari qu'elle vient de tuer un voleur.
Épisode 2 The Gay White Way
Un homme marié entretient une maîtresse. Lorsque sa femme menace de divorcer, la maîtresse menace de se suicider. Alors qu'il sort de chez elle, il entend un coup de feu. Il se rue dans l'appartement et la trouve apparemment morte. Au même moment, le mari de la maîtresse apparaît et lui demande de l'argent, il paye et s'en va. Alors que la femme et son prétendu mari se préparent à s'enfuir, l'homme réapparaît, leur apprend qu'il est policier et les arrête.
Épisode 3 A Tragedy of the East
Une jeune femme se marie avec le fils d'un handicapé, mais s'ennuie de plus en plus avec son mari. Elle s'entiche d'un gangster en fuite qu'elle cache dans la cave. Le père convainc son fils que sa femme le trompe. Le fils est tué par le gangster. Quand la police arrive, le gangster et la jeune femme sont tués en tentant de s'échapper.

## Fiche technique
- Titre : Les Nuits de New York
- Titre original : While New York Sleeps
- Réalisation : Charles J. Brabin
- Scénario : Charles Brabin et Thomas F. Fallon
- Photographie : George W. Lane, Bennie Miggins
- Production : William Fox
- Société de production : Fox Film Corporation
- Société de distribution : Fox Film Corporation
- Pays de production :  États-Unis
- Langue originale : anglais
- Format : noir et blanc — 35 mm — 1,37:1 — Film muet
- Genre : drame
- Durée : 80 minutes (2 291 m)
- Date de sortie :
  - États-Unis : 23 août 1920
- Licence : domaine public

## Distribution
- Estelle Taylor : la femme (épisode 1) / la maîtresse (épisode 2) / la jeune femme (épisode 3)
- William Locke : le mari (épisode 1) / l'homme marié (épisode 2)
- Marc McDermott : un étrange visiteur (épisode 1) / le père paralysé (épisode 3)
- Harry Southern : le cambrioleur (épisode 1) / l'ami de la maîtresse (épisode 2) / le fils (épisode 3)
- Earl Metcalfe : le gangster (épisode 3)